# Карл II (великий герцог Мекленбург-Стрелица)
Карл II Мекленбург-Стрелицкий (нем. Karl II zu Mecklenburg; 10 октября 1741 — 6 ноября 1816) — правитель государства Мекленбург-Стрелиц с 1794 года до своей смерти. Первоначально титуловался герцогом, в 1815 году получил титул великого герцога. До восшествия на трон в 1776—1786 годах занимал пост губернатора Ганновера.

## Детство, юность и служба в Ганновере
Герцог Карл Людвиг Фридрих Мекленбург-Стрелицкий родился в Мирове, он был вторым сыном герцога Карла Мекленбург-Стрелицкого, принца Мирова, и его жены принцессы Елизаветы Альбертины Саксен-Гильдбурггаузенской. 11 декабря 1752 года его дядя Адольф Фридрих III умер, в результате чего старший брат Карла стал Адольфом Фридрихом IV. С восшествия брата на престол Карл вместе с остальными членами семьи переехал из Мирова в столицу Штрелиц.
Примерно с 4-х лет Карл начал свою карьеру на службе в Ганновере после вхождения в комиссию Капитанов. Его сестра Шарлотта 8 сентября 1761 года вышла замуж за правителя Ганновера, короля Георга III Великобританского. Карл часто навещал свою сестру в Англии, и в конце концов он поступил на службу к своему зятю в качестве главы военного департамента Ганновера в Испании. Сначала он получил звание генерала от инфантерии (позднее фельдмаршала).
Осенью 1776 года Карл был назначен своим зятем на пост генерал-губернатора Ганновера. Как губернатор, Карл фактически обладал всеми полномочиями суверенного правителя одновременно с Георгом III, который не имел желания проживать в Германии, так как чувствовал себя только англичанином. Овдовев во второй раз, спустя некоторое время в декабре 1785 года Карл попросил разрешения уйти с военной службы и оставить поста губернатора Ганновера. Английский король удовлетворил его просьбу, а также даровал ему звание генерал-фельдмаршала и назначил пенсию. Карл некоторое время путешествовал, затем остановился в Дармштадте, где получил пост президента Императорской кредитной комиссии.
После смерти бездетного старшего брата Адольфа Фридриха IV 2 июня 1794 года Карл наследовал ему в качестве правящего герцога Мекленбург-Стрелицкого.

## Правитель Мекленбург-Стрелица
Герцог Карл сократил количество административных районов, поощрял развитие новых направлений в сельском хозяйстве, создал новую полицию в 1812 году и ввёл обязательное школьное образование. В 1806 году его герцогство вступило Рейнский союз. После Венского конгресса его титул был возвышен до великого герцога с 28 июня 1815 года.
Летом 1816 года Карл отправился в путешествие по Реббургу, Швальбаху и Хильдбургхаузену. Вскоре после возвращения он подхватил воспаление лёгких и умер в Нойштрелице после приступа апоплексии. Ему наследовал его старший сын Георг Мекленбург-Стрелицкий.

## Браки и дети
После неудачного сватовства к принцессам Датской и Саксен-Кобург-Готской Карл женился в первый раз на принцессе Фридерике Гессен-Дармштадтской (20 августа 1752-22 мая 1782), дочери принца Георга Вильгельма Гессен-Дармштадтского, внучке ландграфа Людвига VIII Гессен-Дармштадтского, и графини Марии Луизы Лейнинген-Дагсбург-Фалькенбургской 18 сентября 1768 года в Дармштадте. У них родилось 10 детей, из которых 2 дочери стали женами немецких королей.
- Шарлотта Мекленбург-Стрелицкая (17 ноября 1769 — 14 мая 1818), замужем за Фридрихом, герцогом Саксен-Альтенбургским (29 апреля 1763 — 29 сентября 1834)
- Каролина Мекленбург-Стрелицкая (17 февраля 1771 — 11 января 1773)
- Георг Мекленбург-Стрелицкий (4 марта 1772 — 21 мая 1773)
- Тереза Мекленбург-Стрелицкая (5 апреля 1773 — 12 февраля 1839), замужем за Карлом Александром, 5-м князем Турн-и-Таксис (22 февраля 1770 — 15 июля 1827)
- Фридрих Мекленбург-Стрелицкий (1 сентября 1774 — 5 ноября 1774)
- Луиза Мекленбург-Стрелицкая (10 марта 1776 — 19 июля 1810), замужем за королём Пруссии Фридрихом Вильгельмом III (3 августа 1770 — 7 июня 1840)
- Фридерика Мекленбург-Стрелицкая (2 марта 1778 — 29 июля 1841), замужем за принцем Людвигом Карлом Прусским (5 ноября 1793 — 28 декабря 1796), затем за Фридрихом Вильгельмом, принцем Сольмс-Браунфельсским (22 октября 1770 — 13 апреля 1814) и позднее за Эрнстом Августом I Ганноверским (5 июня 1771 — 18 ноября 1851)
- Георг, великий герцог Мекленбург-Стрелицкий (12 августа 1779 — 6 сентября 1860), женат на Марии, принцессе Гессен-Кассельской (21 января 1796 — 30 декабря 1880)
- Фридрих Мекленбург-Стрелицкий (7 января 1781 — 24 марта 1783)
- Aвгуста Альбертина Мекленбург-Стрелицкая (19 мая 1782 — 20 мая 1782)

После смерти Фридерики в 1782 году Карл 28 сентября 1784 года в Дармштадте женился на её сестре принцессе Шарлотте Гессен-Дармштадтской (05 ноября 1755 — 12 декабря 1785). Шарлотта умерла 12 декабря 1785 вскоре после рождения их сына.
- Герцог Карл Мекленбург-Стрелицкий (30 ноября 1785 — 21 сентября 1837)